# درگیری عراق و کردها
درگیری عراق و کردها شامل مجموعه‌ای از جنگ‌ها، شورش‌ها و اختلافات کردها با قدرت مرکزی کشور عراق است که در قرن بیستم و اندکی پس از شکست امپراتوری عثمانی در جنگ جهانی اول، آغاز شد. برخی، نقطه مشخص آغاز درگیری را تلاش محمود برزنجی برای ایجاد پادشاهی مستقل کردستان می‌دانند؛ درحالی‌که برخی دیگر نقطهٔ شروع این درگیری را تنها قیام ۱۹۶۱ توسط بارزانی‌ها می‌دانند. از زمان حمله آمریکا به عراق و متعاقب آن، پذیرش فدرالیسم و به رسمیت شناختن اقلیم کردستان به عنوان یک نهاد فدرال در قانون اساسی جدید عراق، تعداد و دامنه درگیری‌های مسلحانه بین دولت مرکزی عراق و کردها، به میزان قابل توجهی، کاهش یافته‌اند. با وجود این، هنوز، مسائل باقی مانده‌ای مانند مناطق مورد مناقشه شمال عراق و حقوق صادرات نفت و گاز وجود دارد که منجر به اختلافات گاه به گاه و درگیری‌های مسلحانه می‌شود. در سپتامبر ۲۰۲۳، در پی یک سری اقدامات تنبیهی دولت مرکزی عراق، علیه اقلیم کردستان، مسرور بارزانی، با ارسال نامه‌ای به رئیس‌جمهور آمریکا، نسبت به فروپاشی احتمالی اقلیم کردستان، ابراز نگرانی کرد و خواستار مداخله آمریکا شد.

## برای مطالعهٔ بیشتر
- گروه‌های شورشی عراق